# Argentan (quận)
Quận Argentan là một quận của Pháp, nằm ở tỉnh Orne, ở vùng Normandie. Quận này có 17 tổng và 226 xã.

## Các đơn vị hành chính

### Các tổng
Các tổng của quận Argentan là: 
1. Argentan-Est
2. Argentan-Ouest
3. Athis-de-l'Orne
4. Briouze
5. Écouché
6. Exmes
7. La Ferté-Frênel
8. Flers-Nord
9. Flers-Sud
10. Gacé
11. Le Merlerault
12. Messei
13. Mortrée
14. Putanges-Pont-Écrepin
15. Tinchebray
16. Trun
17. Vimoutiers

### Các xã
Các xã của quận Argentan, và mã INSEE là: 
| 1. Almenêches (61002)                      | 2. Anceins (61003)                            | 3. Argentan (61006)                         | 4. Athis-de-l'Orne (61007)               |
| 5. Aubry-en-Exmes (61009)                  | 6. Aubry-le-Panthou (61010)                   | 7. Aubusson (61011)                         | 8. Aunou-le-Faucon (61014)               |
| 9. Avernes-Saint-Gourgon (61018)           | 10. Avernes-sous-Exmes (61019)                | 11. Avoine (61020)                          | 12. Bailleul (61023)                     |
| 13. Banvou (61024)                         | 14. Batilly (61027)                           | 15. Bazoches-au-Houlme (61028)              | 16. Beauchêne (61031)                    |
| 17. Bellou-en-Houlme (61040)               | 18. Berjou (61044)                            | 19. Bocquencé (61047)                       | 20. Boissei-la-Lande (61049)             |
| 21. Boucé (61055)                          | 22. Brieux (61062)                            | 23. Briouze (61063)                         | 24. Bréel (61058)                        |
| 25. Cahan (61069)                          | 26. Caligny (61070)                           | 27. Camembert (61071)                       | 28. Canapville (61072)                   |
| 29. Cerisy-Belle-Étoile (61078)            | 30. Chambois (61083)                          | 31. Champ-Haut (61088)                      | 32. Champcerie (61084)                   |
| 33. Champosoult (61089)                    | 34. Chanu (61093)                             | 35. Chaumont (61103)                        | 36. Chênedouit (61106)                   |
| 37. Cisai-Saint-Aubin (61108)              | 38. Clairefougère (61109)                     | 39. Commeaux (61114)                        | 40. Coudehard (61120)                    |
| 41. Coulmer (61122)                        | 42. Coulonces (61123)                         | 43. Courménil (61131)                       | 44. Couvains (61136)                     |
| 45. Craménil (61137)                       | 46. Croisilles (61138)                        | 47. Crouttes (61139)                        | 48. Dompierre (61146)                    |
| 49. Durcet (61148)                         | 50. Exmes (61157)                             | 51. Faverolles (61158)                      | 52. Fel (61161)                          |
| 53. Flers (61169)                          | 54. Fleuré (61170)                            | 55. Fontaine-les-Bassets (61171)            | 56. Fontenai-sur-Orne (61173)            |
| 57. Francheville (61176)                   | 58. Fresnay-le-Samson (61180)                 | 59. Frênes (61177)                          | 60. Gacé (61181)                         |
| 61. Gauville (61184)                       | 62. Giel-Courteilles (61189)                  | 63. Ginai (61190)                           | 64. Glos-la-Ferrière (61191)             |
| 65. Goulet (61194)                         | 66. Guerquesalles (61198)                     | 67. Guêprei (61197)                         | 68. Habloville (61199)                   |
| 69. Heugon (61205)                         | 70. Joué-du-Plain (61210)                     | 71. Juvigny-sur-Orne (61212)                | 72. La Bazoque (61030)                   |
| 73. La Bellière (61039)                    | 74. La Carneille (61073)                      | 75. La Chapelle-Biche (61095)               | 76. La Chapelle-au-Moine (61094)         |
| 77. La Cochère (61110)                     | 78. La Coulonche (61124)                      | 79. La Courbe (61127)                       | 80. La Ferrière-aux-Étangs (61163)       |
| 81. La Ferté-Frênel (61167)                | 82. La Forêt-Auvray (61174)                   | 83. La Fresnaie-Fayel (61178)               | 84. La Fresnaye-au-Sauvage (61179)       |
| 85. La Genevraie (61188)                   | 86. La Gonfrière (61193)                      | 87. La Lande-Patry (61218)                  | 88. La Lande-Saint-Siméon (61219)        |
| 89. La Lande-de-Lougé (61217)              | 90. La Selle-la-Forge (61466)                 | 91. La Trinité-des-Laitiers (61493)         | 92. Landigou (61221)                     |
| 93. Landisacq (61222)                      | 94. Larchamp (61223)                          | 95. Le Bosc-Renoult (61054)                 | 96. Le Bourg-Saint-Léonard (61057)       |
| 97. Le Château-d'Almenêches (61101)        | 98. Le Châtellier (61102)                     | 99. Le Grais (61195)                        | 100. Le Merlerault (61275)               |
| 101. Le Ménil-Ciboult (61262)              | 102. Le Ménil-Vicomte (61272)                 | 103. Le Ménil-de-Briouze (61260)            | 104. Le Pin-au-Haras (61328)             |
| 105. Le Renouard (61346)                   | 106. Le Sap (61460)                           | 107. Le Sap-André (61461)                   | 108. Les Authieux-du-Puits (61017)       |
| 109. Les Champeaux (61086)                 | 110. Les Rotours (61354)                      | 111. Les Tourailles (61489)                 | 112. Les Yveteaux (61512)                |
| 113. Lignou (61227)                        | 114. Lignères (61225)                         | 115. Loucé (61236)                          | 116. Lougé-sur-Maire (61237)             |
| 117. Louvières-en-Auge (61238)             | 118. Marcei (61249)                           | 119. Mardilly (61252)                       | 120. Marmouillé (61253)                  |
| 121. Merri (61276)                         | 122. Messei (61278)                           | 123. Moncy (61281)                          | 124. Monnai (61282)                      |
| 125. Mont-Ormel (61289)                    | 126. Montabard (61283)                        | 127. Montgaroult (61285)                    | 128. Montilly-sur-Noireau (61287)        |
| 129. Montmerrei (61288)                    | 130. Montreuil-au-Houlme (61290)              | 131. Montreuil-la-Cambe (61291)             | 132. Montsecret (61292)                  |
| 133. Mortrée (61294)                       | 134. Moulins-sur-Orne (61298)                 | 135. Médavy (61256)                         | 136. Ménil-Froger (61264)                |
| 137. Ménil-Gondouin (61265)                | 138. Ménil-Hermei (61267)                     | 139. Ménil-Hubert-en-Exmes (61268)          | 140. Ménil-Hubert-sur-Orne (61269)       |
| 141. Ménil-Jean (61270)                    | 142. Ménil-Vin (61273)                        | 143. Neauphe-sur-Dive (61302)               | 144. Neuville-sur-Touques (61307)        |
| 145. Neuvy-au-Houlme (61308)               | 146. Nonant-le-Pin (61310)                    | 147. Notre-Dame-du-Rocher (61313)           | 148. Nécy (61303)                        |
| 149. Occagnes (61314)                      | 150. Ommoy (61316)                            | 151. Omméel (61315)                         | 152. Orgères (61317)                     |
| 153. Orville (61320)                       | 154. Planches (61330)                         | 155. Pointel (61332)                        | 156. Pontchardon (61333)                 |
| 157. Putanges-Pont-Écrepin (61339)         | 158. Rabodanges (61340)                       | 159. Ri (61349)                             | 160. Roiville (61351)                    |
| 161. Ronfeugerai (61353)                   | 162. Rânes (61344)                            | 163. Résenlieu (61347)                      | 164. Rônai (61352)                       |
| 165. Sai (61358)                           | 166. Saint-André-de-Briouze (61361)           | 167. Saint-André-de-Messei (61362)          | 168. Saint-Aubert-sur-Orne (61364)       |
| 169. Saint-Aubin-de-Bonneval (61366)       | 170. Saint-Brice-sous-Rânes (61371)           | 171. Saint-Christophe-de-Chaulieu (61374)   | 172. Saint-Christophe-le-Jajolet (61375) |
| 173. Saint-Cornier-des-Landes (61377)      | 174. Saint-Evroult-Notre-Dame-du-Bois (61386) | 175. Saint-Evroult-de-Montfort (61385)      | 176.Saint-Georges-d'Annebecq (61390)     |
| 177. Saint-Georges-des-Groseillers (61391) | 178. Saint-Germain-d'Aunay (61392)            | 179. Saint-Germain-de-Clairefeuille (61393) | 180. Saint-Gervais-des-Sablons (61399)   |
| 181. Saint-Hilaire-de-Briouze (61402)      | 182. Saint-Jean-des-Bois (61410)              | 183. Saint-Lambert-sur-Dive (61413)         | 184. Saint-Loyer-des-Champs (61417)      |
| 185. Saint-Nicolas-de-Sommaire (61435)     | 186. Saint-Nicolas-des-Laitiers (61434)       | 187. Saint-Ouen-sur-Maire (61441)           | 188. Saint-Paul (61443)                  |
| 189. Saint-Philbert-sur-Orne (61444)       | 190. Saint-Pierre-d'Entremont (61445)         | 191. Saint-Pierre-du-Regard (61447)         | 192. Saint-Pierre-la-Rivière (61449)     |
| 193. Saint-Quentin-les-Chardonnets (61451) | 194. Sainte-Croix-sur-Orne (61378)            | 195. Sainte-Gauburge-Sainte-Colombe (61389) | 196.Sainte-Honorine-la-Chardonne (61407) |
| 197. Sainte-Honorine-la-Guillaume (61408)  | 198. Sainte-Opportune (61436)                 | 199. Saires-la-Verrerie (61459)             | 200. Sarceaux (61462)                    |
| 201. Sentilly (61468)                      | 202. Serans (61470)                           | 203. Sevrai (61473)                         | 204. Silly-en-Gouffern (61474)           |
| 205. Survie (61477)                        | 206. Ségrie-Fontaine (61465)                  | 207. Sévigny (61472)                        | 208. Taillebois (61478)                  |
| 209. Tanques (61479)                       | 210. Ticheville (61485)                       | 211. Tinchebray (61486)                     | 212. Touquettes (61488)                  |
| 213. Tournai-sur-Dive (61490)              | 214. Trun (61494)                             | 215. Urou-et-Crennes (61496)                | 216. Vieux-Pont (61503)                  |
| 217. Villebadin (61504)                    | 218. Villedieu-lès-Bailleul (61505)           | 219. Villers-en-Ouche (61506)               | 220. Vimoutiers (61508)                  |
| 221. Vrigny (61511)                        | 222. Yvrandes (61513)                         | 223. Échalou (61149)                        | 224. Échauffour (61150)                  |
| 225. Écorches (61152)                      | 226. Écouché (61153)                          |                                             |                                          |